# Râul Milcov, Olt
Râul Milcov sau Râul Valea Urlătoarea este un mic curs de apă, care traversează zona platformei industriale ALRO a municipiului Slatina și se varsă în lacul de acumulare lacul de acumulare Ipotești de pe Olt.  